# Људска Бакља (Џим Хамонд)
Постоје две „Људске бакље”. Овај карактер је из Златног периода америчког стрипа.
Људска Бакља (енгл. The Human Torch), алијас Џима Хамонда (енгл. Jim Hammond) је суперхерој створен од стране издавачке куће Марвел комикс.
Људска Бакља је имао свој деби на страницама Marvel Comics, првог стрип магазина који је објављен од стране издавачке куће Марвел комикс. Стрип у којем се он први пут појавио (Marvel Comics #1) је објављен у октобру 1939. године, на почетку Златног доба стрипа.
Током овог периода, Људска Бакља је био један од три главна суперхероја за Марвел (тада знан као Тајмли комикс) са Капетаном Америком и Подморничаром Намором.
Насловна страница Marvel Comics #1 је приказивала Људску Бакљу како топи метал, док човек обучен у цивил пуца у њега пиштољем.
Људска Бакља је андроид чије се тело спонтано претвара у ватру при контакту са ваздухом, креиран од стране научника Финеаса Хортона. Када је дебитовао, Људска Бакља је имао улогу чудовишта креираног од стране науке, али је убрзо постао суперхерој и створио себи тајни идентитет полицајца који ради за Полицију Њујорка.
Након што су суперхероји престали да буду популарни током педесетих година 20. века, Људска Бакља је постао заборављен. Када је суперхеројски жанр поново доживео бум током шездесетих, писац Стен Ли и уметник Џек Кирби су креирали нову Људску Бакљу (Џонија Сторма) да буде члан Фантастичне Четворке.
Од тад, оригинална Људска Бакља се ретко појављује у стриповима који нису смештени у периоду Другог светског рата.
На српском језику, Људска Бакља се појављује у стрипу Чудесни и у стриповима Капетан Америка: Зимски Војник и Смрт Капетана Америке у издању књижаре Чаробна Књига.

## Историја

### Карактеризација
Људска Бакља је креиран од стране писца/уметника Карла Бургоса и имао је свој деби на страницама Marvel Comics #1 (који је после тог броја промењен у Marvel Mystery Comics) издавачке куће Тајмли комикс која је касније постала Марвел.
Људска Бакља се сматра првим Марвеловим суперхеројем, јер је његов лик приказан на насловној страници Марвеловог првог стрип-магазина.
Прва прича у којој се Људска Бакља појављује (неименована) је дуга 16 страница и приказује креацију Људске Бакље и његову адаптацију на околину, своје моћи, и на свет који га окружује.

### Златно доба стрипа (1939—1965)
Након свог првог појављивања у Marvel Comics #1, Људска Бакља је постао један од „три великана” Марвелових стрипова. Људска Бакља је наставио да се појављује на страницама Marvel Comics, затим је 1940. године добио сопствени стрип-магазин (назван The Human Torch). Људска Бакља је такође био део Captain America Comics #19, 21-67, 69, 76-77, као и All Select Comics, All Winners Comics, Daring Comics, Mystic Comics и Young Allies Comics.
У првом броју соло стрип-магазина Људске Бакље (Human Torch #2), Људска Бакља је добио суперхеројског помоћника, Тороа. Торо је имао идентичне моћи Бакљи, и у основи је био његова дечачка верзија. Торо је креиран када су сви већи суперхероји добијали помоћнике, међу којима је био и Бетменов Робин.
На страницама Marvel Mystery Comics #8-10, Људска Бакља је супротстављен Подморничару Намору. Ово представља један од првих сусрета два суперхероја у мејнстрим стриповима. Овај сусрет је касније препричан у стрипу „Чудесни” (енгл. Marvels) Курта Бјусика и уметника Алекса Роса.
Marvel Mystery Comics је престао да се објављује на деведесет и другом броју серијала, а соло магазин Људске Бакље је престао да се објављује на тридесет и петом броју серијала.
Након завршетка Другог светског рата, суперхероји су престали да буду популарни, па су Људска Бакља и остали суперхероји Марвела, престали да се објављују.
Издавач Мартин Гудман је покушао да врати суперхероје у моду на почетку педесетих година 20. века, па се Људска Бакља (као и Намор и Капетан Америка) појавио на страницама Young Men у периоду од децембра 1953. до јуна 1954. године, и на страницама серијала Људска Бакља који је добио још три нова броја (#36-38) у периоду од априла до августа 1954. године.
Ови стрипови нису успели да поврате популарност Људске Бакље и он је остао заборављен све до 1966. године.

### Сребрно доба стрипа (1966—1988)
Након што је провео велики део међу-периода Златног и Сребрног доба стрипа провео заборављен, Џим Хамонд се вратио као Људска Бакља на страницама четвртог годишњака стрип-магазина Фантастична Четворка. Ова прича (написана и илустрована од стране Стена Лија и Џека Кирбија) је сукобила Џима Хамонда са Џонијем Стормом (тренутним суперхеројем који држи титулу Људске Бакље) након што је зликовац Луди Мислилац испрограмирао Џима Хамонда да постане зликовац. Џим Хамонд је био деактивиран на крају овог годишњака и Џони Сторм је задржао титулу Људске Бакље.
Након овог кратког појављивања, Џим Хамонд се појављивао у другим стриповима, али најчешће у „флеш-бек” секвенцама и у стриповима карактера из Златног доба. Нека од ових појављивања укључују улоге у стриповима Подморничара Намора (The Sub-Mariner #8), Осветника (Avengers #71, #131 — 135, Giant Size Avengers #3) и Капетана Америке (Captain America Annual #6).
Писац Рој Томас и уметник Џон Бјушема су започели рад на серијалу Нападачи у августу 1975. године, и овај серијал је трајао до маја 1979. године. Овај серијал је значајан због увођења многих непријатеља Људске Бакље укључујући У-мена и Мастер мена.
Једно од најзначајнијих појављивања Људске Бакље у Сребрном добу стрипа је било појављивање у Марвеловом магазину Шта ако…? (енгл. What If...?) који је истраживао могуће концепте унутар Марвеловог мултиверзума. Четврти број серијала Шта ако…? из 1977. године је представио сценарио у којем се суперхеројски тим Нападачи (енгл. The Invaders) није распао након завршетка Другог светског рата. Овај тим је био сачињен од Људске Бакље (без Тороа), Капетана Америке, Намора, Мис Америке и Вихора.

### Бронзано доба стрипа (1989—1998)
Сребрно доба стрипа је повратило Људску Бакљу у Марвелов стрипски свет, али је Џим Хамонд доживео свој врхунац када га је писац Џон Бирн оживео за потребе стрипа Осветници Западне Обале (енгл. West Coast Avengers), где је откривено да је копија андродиског тела Људске Бакље спојена са можданим шаблонима хероја Вондермена да би се креирао суперхерој и осветник Визија. Људска Бакља је оживљен уз помоћ Гримизне Вештице, и од тада је Људска Бакља био сталан члан тог серијала.
Годину дана касније, Људска Бакља је добио сопствени мини серијал под називом Saga of the Original Human Torch. Овај серијал је трајао четири броја у периоду од априла до јуна 1990. године и садржао је један од првих модерних стрипова у којем је Људска Бакља убио Хитлера. Овај серијал је написао Рој Томас, а илустровао Рич Баклер.
Током деведесетих, Људска Бакља је у стопу пратио писца Џона Бирна, па када је он прешао са Осветника Западне Обале, на писање серијала Подморничар Намор, и Људска Бакља је пошао са њим.
1993. године, суперхеројски тим Нападачи је добио свој мини серијал од четири броја у периоду од маја до августа 1993. године. Рој Томас је био писац овог мини серијала, док је уметност радио Дејв Хувер.
Људска Бакља је имао кратко појављивање у серијалу Чудесни, писца Курта Бјусика и уметника Алекса Роса. У првом броју овог серијала препричана је борба између Људске Бакље и Подморничара Намора са страница Marvel Mystery Comics #8-10.
Почевши од јуна 1998. године, Људска Бакља је постао део серијала Heroes for Hire (срп. Хероји на Изнајмљивање) писца Роџера Стерна.
Људска Бакља се појавио као споредни карактер у догађају Avengers Forever писаца Курта Бјусика и Роџера Стерна.

### Модерно доба стрипа (1999 —)
2004. године, започет је серијал New Invaders који је представио нову верзију оригиналног тима Нападача. Чланови овог тима су били Горећа Лобања, У. С. Агент, Спитфајер, Подморничар Намор, Тара (женска замена за Људску Бакљу), и Јунион Џек. Џим Хамонд је био споредни карактер у првом броју овог серијала, да би постао регуларан члан тима од другог броја. Овај серијал је отказан након деветог броја. Овај тим је пре тога био уведен у троделној причи на страницама серијала Осветници (Avengers #82-84).
Почевши у јануару 2005. године, амерички писац Ед Брубејкер је почео да пише за серијал Капетан Америка. Током овог серијала (који је увео карактер Зимског Војника), Људска Бакља се појављује више пута у „флеш-бек” секвенцама где се Капетан Америка бори против нациста у Другом светском рату.
Људска Бакља је био регуларан члан серијала Avengers/Invaders из 2008. који је сукобио Осветнике и Нападаче.
Људска Бакља је поново добио сопствени мини-серијал под именом The Torch (срп. Бакља) 2009. године. Овај серијал (написан од стране Мајка Керија и нацртан од стране Патрика Беркенкотера и Алекса Роса) је супротставио Људску Бакљу и Тороа са Лудим Мислиоцем.
2010. године, Нападачи су поново добили мини-серијал назван Invaders NOW, као део Марвеловог Marvel NOW! серијала књига. Овај серијал је трајао 5 бројева.
Људска Бакља се појављивао као један од главних карактера у серијалу Secret Avengers (срп. Тајни Осветници) у периоду од априла 2012. до тренутка отказивања серијала у марту 2013.
2014. године, Људска Бакља се појављивао као један од чланова Нападача у серијалу All-New Invaders.
Људска Бакља се појављује у шестом текућем серијалу о Ајрон мену. У овом серијалу, суперзликовац Корвак оживљава Хамонда и препрограмира га да се сукоби са Ајрон меном и новонасталим тимом Заштитника.

## Моћи и способности Људске Бакље
Људска Бакља је синтетички човек, креиран од стране научника Финеаса Хортона користећи такозване „Хортон ћелије” које су емулирале људске ћелије. Људска Бакља има способност да обавије своје тело ватреном плазмом која њему не штети и да користи ову плазму да креира ватрене облике, да лети, да избацује ватрене лопте из својих руку, и да креира „нова експлозије” (које су по својој снази сличне атомским бомбама).
Људска Бакља такође поседује способност да упија топлоту из своје околине, што га чини имуним на пламен. Бакљин пламен може бити угашен недостатком кисеоника, или убацивањем Бакље у материјале као што су вода и песак.
Људска Бакља се доказао као довољно снажан да се сукоби са Намором на врхунцу његове снаге.
Лимит Бакљиних моћи није тачно одређен па у неким стриповима Бакља поседује издржљивост да издржи удар атомске бомбе, док је у другим стриповима исти овакав удар за њега фаталан.
Људска Бакља може да преживи без кисеоника, тако што уђе у 'мод хибернације'.
Људска Бакља је био члан полиције Њујорка и поседује основни полицијски тренинг. Капетан Америка га је учио борбу прса у прса док су заједно били у Нападачима.

## Непријатељи
Листа најбитнијих суперзликоваца који су се током година супротставили Људској Бакљи:
- Ааркус — Зликовац из Златног доба стрипа који је касније постао суперхерој под алијасом Визије.[26]
- Адам-II — Андроид креиран од стране доктора Финеаса Хортона, и прва права Људска Бакља.[27]
- Адолф Хитлер — вођа нацистичког покрета Немачке током Другог светског рата.[28]
- Арним Зола — Нацистички научник који је развио способност да пребаци људску свесност у андроидска тела.[29]
- Барон Блад — Џон Фалсворт је тражио моћ Дракуле, али је грешком био претворен у вампира. Барон Блад је био нацистички симпатизер и супротставио се Нападачима у току Другог светског рата.[30]
- Барон Хајнрих Зимо — Дванаести човек који је преузео назив Барон Зимо и нацистички ратни злочинац.[31]
- Имортус — Имортус је последња инкарнација Освајача Канга и Рама Тута. Имортус је креирао копију андроидског тела Људске Бакље од којег је касније настао суперхерој Визија.[32]
- Луди Мислилац — зликовац и непријатељ Фантастичне Четворке који је оживео Људску Бакљу и супротставио га овом суперхеројском тиму.[33]
- Мастер Мен — Супервојник креиран од стране Нациста. Супарник Људске Бакље и вођа Супер Осовине.[34]
- Намор — Престолонаследник Атлантиде и један од њених најмоћнијих хероја. Намор се сукобио са Људском Бакљом током тридесетих када је оптужио земљу да је уништила његово подводно царство.[35]
- Нељудска Бакља — Андроид креиран као савршена супротност Људске Бакље од стране нацистичких научника.[36]
- У-мен (Мерано) — Пријатељ Намора Подморничара који се удружио са Нацистима у току Другог светског рата.[37]
- Црвена Лобања — Хитлерова десна рука и предводник терористичке организације HYDRA. Црвена Лобања је често архинепријатељ Капетана Америке, али га је његова асоцијација са нацистичком партијом сукобила са Људском Бакљом.[38]

## Људска Бакља у другим медијима

### Телевизија
- Џим Хамонд је споменут у епизоди „When Calls Galactus” анимиране серије Фантастична Четворка из 1994. године.
- Џим Хамонд се појављује као споредни карактер у епизоди „World War Witch!” анимиране серије Суперјуначки Одред из 2010. године. Глас му у овој епизоди позајмљује Џим Камингс.[39]

### Видео-игре
- Џим Хамонд се појављује као игриви карактер у видео-игри Lego Marvel's Avengers из 2016. године. Костим који носи је базиран на костиму који он носи у серијалу Secret Avengers. Глас му у овој видео-игри позајмљује Сем Ригел.[40]
- Џим Хамонд је игриви карактер у видео-игри Marvel Puzzle Quest.[41]

### Филм
- Џим Хамонд се појављује у камео улози у филму Капетан Америка: Први осветник где се Људска Бакља појављује на Старк експоу из 1943. године у стакленом дисплеју под именом „Синтетички Човек”. Ова камео улога је била алузија на прво појављивање карактера.[42]